# Medalla de Ghunzee

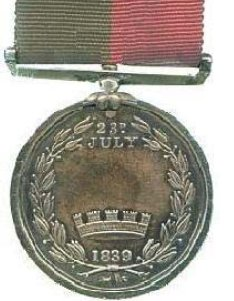
Revers de la medalla

La medalla de Ghuznee és una medalla de campanya britànica atorgada per la participació en l'assalt de la fortalesa de Ghuznee a l'Afganistan, del 21 al 23 de juliol de 1839 per tropes dels exèrcits britànic i indi. Aquesta acció, la batalla de Ghazni, va tenir lloc durant la Primera guerra anglo-afganesa.
Aquesta va ser la segona medalla atorgada a tots els rangs de l'exèrcit britànic per a una campanya concreta, essent la medalla de Waterloo la primera. Va ser encunyada el 1839 per ordre de Shuja Shah Durrani, el Xa de l'Afganistan, per mostrar el seu agraïment a les forces britàniques que l'havien ajudat a restaurar-lo al seu tron assaltant la fortalesa. Com que el Xa va morir abans que es poguessin repartir les medalles, finalment va ser atorgada pel Governador General de l'Índia en nom del govern de l'Índia.

## Descripció
La medalla es va basar en un disseny de John Luard, un oficial i artista de l'exèrcit britànic, i va ser feta a la Casa de la Moneda de Calcuta. És de plata i fa 37 mil·límetres (1,5 polzades) de diàmetre, amb el següent disseny:
- L'anvers representa la fortalesa de Ghuznee amb la paraula "GHUZNEE" a continuació.
- El revers té una corona mural envoltada d'una corona de llorer i la data '23d JULY 1839'.

El tirant és recte amb un anell que passa per un llaç més petit soldat a la part superior de la medalla.
La cinta té dues ratlles iguals de carmesí i verd fosc.
Originàriament la cinta havia de ser meitat verda i meitat groga.
La medalla es va emetre sense nom, però moltes van ser posteriorment gravades de manera privada o gravades en diferents estils al revers o a la vora.
Existeixen dos daus separats per a aquesta medalla, un amb una vora més ample al voltant de la vora que l'altre. La segona també té una fortalesa més estreta i més alta.

## Medalles de la guerra anglo-afganesa
Es van concedir quatre medalles de campanya separades a les forces liderades britàniques que van servir a la guerra afganesa de 1839 a 1842:
- Medalla Ghuznee - Assalt de la fortalesa de Ghuznee, 21-23 de juliol de 1839.
- Medalla de Jallalabad – Defensa de Jalalabad, 12 de novembre de 1841–7 d'abril de 1842.
- Medalla de la Defensa de Kelat-I-Ghilzie - Defensa de Kelat-I-Ghilzie, gener-26 de maig de 1842.
- Medalla de Candahar, Ghuznee i Cabul - Operacions importants de 1842, l'últim any de la guerra.